# Jonny Moseley
Jonathan William Moseley, detto Jonny (San Juan, 27 agosto 1975), è un ex sciatore freestyle statunitense.

## Palmarès

### Olimpiadi
- 1 medaglia:
  - 1 oro (Nagano 1998 nelle gobbe)

### Mondiali
- 1 medaglia:
  - 1 bronzo (La Clusaz 1995 nella combinata)